# Montolieu
Montolieu település Franciaországban, Aude megyében. Lakosainak száma 829 fő (2022. január 1.). Montolieu Alzonne, Aragon, Brousses-et-Villaret, Fraisse-Cabardès, Moussoulens, Saint-Denis, Saint-Martin-le-Vieil és Saissac községekkel határos.

## Népesség
A település népessége az elmúlt években az alábbi módon változott:
| Lakosok száma | 896  | 852  | 786  | 763  | 795  | 861  | 846  | 837  | 833  | 829  |
|               | 1968 | 1982 | 1999 | 2006 | 2011 | 2015 | 2017 | 2018 | 2020 | 2022 |